# 職業卡巴迪聯賽
职业卡巴迪联賽是印度的男子职业卡巴迪聯賽。该聯賽始於2014年。 它是世界上最受欢迎的卡巴迪聯賽，它也是继印度板球超級聯賽之后印度收视率第二高的体育联赛。 